# کشیدگی (آمار)
در آمار و احتمالات، کشیدگی (به انگلیسی: kurtosis) توصیف کنندهٔ میزان قله‌ای بودن  و  مسطح بودن یک توزیع احتمالی است. هرچقدر شکل تابع چگالی احتمال (probability density function) قله ای تر و دارای دم پهن تر یا دنباله پهن تر(fat-tailed/ heavy-tailed) باشد میزان شاخص کشیدگی برای آن بیشتر است.

## تعریف
کشیدگی برابر با گشتاور چهارم نرمال شده‌است، به عبارت دیگر کشیدگی معیاری از تیزی منحنی در نقطه ماکزیمم است(حسنی پاک، ۱۳۸۶). مقدار کشیدگی برای توزیع نرمال برابر ۳ می‌باشد (جانسون و همکاران، ۲۰۰۱) یعنی:
{\displaystyle \gamma _{1}={\frac {\mu _{4}}{\sigma ^{4}}},\!}